# 浅香晶
浅香 晶（あさか あきら、1957年 -）は、日本の放送作家（主に脚本）、及びSF作家。

## 経歴・人物
早稲田大学文学部卒業。放送作家が本業であるが、1989年に『S-Fマガジン』でSFにもデビューし文庫化。放送作家としての実感が活かされた作品である未来社会の映像プロダクション「スーパー・ノバ」の日々を描いたシリーズはハヤカワJAからハヤカワHBに移籍するなど、「ライトノベル」という呼称が広く認知される以前の同系のジャンル（当時の呼称としては、いわゆる「ソノラマ・コバルト系」）で活躍した。そういった軽妙な作品の他、「ムーンシャインハンター」は伝統的スペースオペラに「酒」を絡ませた意欲的作品で、S-Fマガジンへの掲載後、ソノラマ文庫で単行本化された。
1993年からの4年間には、4作の特撮作品の脚本も書いている。

## 作品リスト

### 単行本
（いずれも文庫。含む短編集）
- ファイアーボール （イラスト：海明寺裕、ハヤカワ文庫JA、1989年10月）
- スーパー・ノバ : スペース・プロダクション （イラスト：柴田昌弘、ハヤカワ文庫JA、1990年4月）
- スーパー・ノバ2 挑戦!メビウスGP : スペース・プロダクション （イラスト：柴田昌弘、ハヤカワ文庫JA、1990年12月）
- 飛べ雷光の翼! : SUPER☆NOVA （イラスト：柴田昌弘、ハヤカワ文庫HB、1991年12月）
- 爆走!ガンナーロード : SUPER☆NOVA （イラスト：柴田昌弘、ハヤカワ文庫HB、1992年4月）
- 冒険!恋の楽園島 : SUPER☆NOVA （イラスト：柴田昌弘、ハヤカワ文庫HB、1992年9月）
- 銀河に舞う薔薇 : ムーンシャインハンター （ソノラマ文庫、1994年4月）
- ミサの魔法物語 （ソノラマ文庫、1998年3月）

### 雑誌掲載
- スペース・プロダクション SUPER☆NOVA T-1「デビュー? デビュー!」(イラスト:佐藤元) - 『S-Fマガジン』第30巻第5号(1989年4月)
- スペース・プロダクション SUPER☆NOVA T-1「デビュー? デビュー!」後篇(イラスト:佐藤元) - 『S-Fマガジン』臨時増刊 第30巻第9号(1989年6月)
- 宇宙にはびこる密造酒グループに敢然と挑む！ 星間禁制酒監査官『M』(ムーンシャイン・ハンター)(イラスト:米田仁士) - 『S-Fマガジン』第31巻第6号(1990年4月)
- メヂカル羅門の妄想着せかえ診断 (羅門祐人との共著。羅門の「元祖羅門堂病院シリーズ」（ハヤカワHBで単行本化）の関連作) - 『S-Fマガジン』第31巻第16号(1990年12月)
- SFX超大作の撮影現場でマイたちは……スペース プロダクション SUPER☆NOVA サンダーフェニックス 雷火鳥飛ぶ(イラスト：千崎まいこ) - 『S-Fマガジン』第32巻第11号(1991年7月)
- 超新世紀小説群 視聴率バスターズの正体は! スペース プロダクション SUPER☆NOVA 怪盗視聴率バスターズ!(イラスト：藤井敏夫) - 『S-Fマガジン』第32巻第15号(1991年10月)

## 脚本参加
- 特捜ロボ ジャンパーソン（1993年 - 1994年）
- ブルースワット（1994年 - 1995年）
- 重甲ビーファイター（1995年 - 1996年）
- ビーファイターカブト （1996年 - 1997年）